# Thiên Hương
Thiên Hương là một phường thuộc thành phố Hải Phòng, Việt Nam.

## Địa lý
Phường Thiên Hương có vị trí địa lý:
- Phía đông giáp phường Thủy Nguyên.
- Phía tây giáp phường Hồng An với ranh giới tự nhiên là sông Cấm.
- Phía nam giáp phường Hồng Bàng với ranh giới tự nhiên là sông Cấm.
- Phía bắc giáp phường Lê Ích Mộc và phường Lưu Kiếm.

## Lịch sử
Trước năm 1945, địa bàn xã Thiên Hương thuộc tổng Trịnh Xá.
Tháng 12 năm 1945, thành lập xã Thiên Hương trên cơ sở 4 làng: Thiên Đông, Trịnh Xá, Đồng Giá, Trinh Hưởng.
Tháng 2 năm 1948, sáp nhập làng Dực Liễn thuộc xã Tứ Dân vào xã Thiên Hương.
Đầu năm 1951, sáp nhập các làng Phù Liễn, Tam Sơn, Núi Đèo vào xã Thiên Hương.
Giữa năm 1951, thành lập xã Núi Đèo trên cơ sở làng Núi Đèo thuộc xã Thiên Hương và chuyển làng Thiên Động vào xã Song Sơn. 
Năm 1955, điều chỉnh các làng Phù Liễn, Tam Sơn, Dực Liễn ra khỏi xã Thiên Hương.
Ngày 27 tháng 10 năm 1962, Quốc hội ban hành Nghị quyết về việc sáp nhập tỉnh Kiến An vào thành phố Hải Phòng. Khi đó, xã Thiên Hương thuộc huyện Thủy Nguyên, thành phố Hải Phòng.
Ngày 20 tháng 7 năm 2022, HĐND TP. Hải Phòng ban hành Nghị quyết số 26/NQ-HĐND về việc:
- Sáp nhập Thôn 2 vào Thôn 1.
- Thành lập Thôn 2 trên cơ sở Thôn 3 và Thôn 4.
- Thành lập Thôn 3 trên cơ sở Thôn 5 và Thôn 6.
- Đổi tên Thôn 7 thành Thôn 4.
- Đổi tên Thôn 8 thành Thôn 5.
- Đổi tên Thôn 9 thành Thôn 6.
- Thành lập Thôn 7 trên cơ sở Thôn 10 và một phần Thôn 11.
- Thành lập Thôn 8 trên cơ sở Thôn 12 với một phần Thôn 11.

Ngày 24 tháng 10 năm 2024, Ủy ban Thường vụ Quốc hội ban hành Nghị quyết số 1232/NQ-UBTVQH15 về việc sắp xếp đơn vị hành chính cấp huyện, cấp xã của thành phố Hải Phòng giai đoạn 2023 – 2025 (nghị quyết có hiệu lực từ ngày 1 tháng 1 năm 2025). Theo đó, thành lập phường Thiên Hương thuộc thành phố Thủy Nguyên trên cơ sở toàn bộ 5,76 km² diện tích tự nhiên và quy mô dân số là 12.618 người của xã Thiên Hương.
Ngày 16 tháng 6 năm 2025, Ủy ban Thường vụ Quốc hội bàn hành Nghị quyết sắp xếp các đơn vị hành chính cấp xã thuộc thành phố Hải Phòng năm 2025. Theo đó, sắp xếp toàn bộ diện tích tự nhiên, quy mô dân số của phường Thiên Hương, phường Hoàng Lâm, một phần diện tích tự nhiên, quy mô dân số của phường Lê Hồng Phong và phường Hoa Động thành phường mới có tên gọi là phường Thiên Hương.
Căn cứ theo đề án sắp xếp đơn vị hành chính cấp xã của thành phố Hải Phòng năm 2025, phường Thiên Hương được thành lập từ:
- Toàn bộ diện tích tự nhiên là 5,76 km², quy mô dân số là 13.101 người của phường Thiên Hương;
- Toàn bộ diện tích tự nhiên 9,88 km², quy mô dân số là 15.809 người của phường Hoàng Lâm;
- Một phần diện tích tự nhiên là 0,75 km2, quy mô dân số là 2.850 người của phường Hoa Động;
- Một phần diện tích tự nhiên là 4,71 km2, quy mô dân số 13.380 người của phường Lê Hồng Phong.

Phường Thiên Hương có diện tích tự nhiên là 21,10 km2 (đạt 383,64% so với quy định), quy mô dân số là 45.140 người (đạt 100,31% so với quy định).